# Alawar Entertainment
Alawar Entertainment — компанія, що спеціалізується на розробці та поширенні комп'ютерних ігор для масової аудиторії користувачів на персональних комп'ютерах, мобільних платформах, ігрових консолях та інших платформах.
Раніше компанія Alawar Entertainment спеціалізувалася на видавництві казуальних-ігор, тепер же компанія сконцентрувалася на розробці і видавництві free-to-play ігор. За час роботи компанії було видано більше 300 власних ігрових брендів. У число найбільш успішних ігрових проектів входять серії ігор Весела Ферма, Скарби Монтесуми та інші.
Ігри Alawar представлені в таких популярних онлайнових магазинах, як App Store, Google Play, у PlayStation Network та інших. Alawar Entertainment володіє власною мережею гральних інтернет-майданчиків, співпрацює з провідними онлайн-дистриб'юторами казуальних ігор і надає готові рішення для власників вебресурсів зі створення власних ігрових розділів.
Крім того, в структуру Alawar Entertainment входять наступні внутрішні студії розробки ігор: Alawar Stargaze, Friday's Games, Alawar North і Hamster Studio.

## Історія компанії

### 1998—1999
Історія Alawar почалася тоді, коли колишні однокласники, на той момент студенти Новосибірського державного університету Олександр Лисковского та Сергій Занин вирішили робити комп'ютерні ігри. Після кількох не надто вдалих спроб створити масштабну стратегію і кризи 1998 року вони знайшли в інтернеті інформацію про shareware-іграх-розважальних програмах, які можна швидко розробити і так само швидко окупити, продаючи в США через інтернет. 8 квітня 1999 року з'явився Alawar. Трохи пізніше, в цьому ж році, крім відділу розробки компанія відкрила видавничий напрямок.

### 2000—2003
У 2000 році вийшла Puzzle Rally — перша гра, видана Alawar. У цьому ж році була випущена друга ігор — Bubble Bobble Nostalgie. У 2001 році вийшов перший тривимірний арканоїд Magic Ball, розробником стала іркутська студія Dream Dale. Гра завоювала популярність у гравців, і Alawar стала активно розвиватися. Гра Magic Ball була переведена на кілька мов, портована на консолі PlayStation і iOS. Через деякий час Alawar випускає ще кілька продовжень цієї гри.

### 2004—2006
Alawar починає розвиток власного майданчика дистрибуції. Аналогічний ринок в США до цього моменти давно вже став зоною високої конкуренції, тому було вирішено звернути увагу на Рунет. Була створена російська майданчик для продажу казуальних-ігор на сайті alawar.ru.
У Росії в той час інтернет як канал продажів був не розвинений, і довелося витратити багато сил і часу не тільки на створення механізмів дистрибуції, а й на пояснення потенційним споживачам того, що це за новий тип ігор. Якщо серед західних споживачів поняття shareware — ігор було звично, то російський користувач в 2003 році не був з ним знайомий. У Alawar виникла потреба якось перевести на російську мову збірна назва ігор цього жанру. Згідно зі словами Олександра Лисковського, у Alawar було кілька варіантів назви ігор, у тому числі і назвати гри «алаварікамі», але в підсумку свій вибір зупинили на кальці з англійської поняття англ. casual games — казуальні ігри.
За кордоном казуальні ігри користуються популярністю, в основному, у домогосподарок. Найчастіше вони віддають перевагу різноманітним «клікалкам» — іграм, в яких потрібно складати фішки за кольором або формі. Вітчизняному споживачеві такі ігри теж припали до смаку, але користувачі з СНГ також дуже небайдужі до логічних ігор і головоломок.
У 2006 році Alawar став однією з перших у Росії компаній, чий продукт можна було купити за допомогою SMS-платежу.

### 2007—2009
У 2007 році російський інвестиційний холдинг Фінам придбав міноритарний пакет акцій Alawar. Гроші, отримані в результаті операції, були спрямовані на розробку нових ігор, технологій дистрибуції і посилення активності російською ринку продажів.
У 2008 році була випущена перша частина ігор Весела Ферма і Скарби Монтесуми. З цього часу ці дві гри стали своєрідними символами компанії. Станом на січень 2014 року, ігри серії Весела Ферма були скачали більше 250 млн разів в 150 країнах по всьому світу, а ігри серії Скарби Монтесуми — більше 120 млн разів в 100 країнах. У 2008 році Весела ферма була визнана найкращою казуальною грою на Конференції Розробників Ігор 2008, а «Весела Ферма» стала найкращим сімейним програмним продуктом 2008 року за версією Disney Family і отримала нагороду iParenting Media Award.
Alawar почав активно співпрацювати зі студіями з різних міст Росії та України: Новосибірська, Барнаула, Іркутська, Дніпродзержинська та допомагати їм з продюсуванням і виданням ігор. До кінця 2008 року чотири студії входили в структуру компанії і називалися «внутрішніми»: Dream Dale, Stargaze, Five-BN і Friday's Games.
У ці роки Alawar продовжує активно нарощувати партнерську мережу, співпрацювати з Alawar починають такі портали як Mail.ru, Rambler, Cosmo, Euroset.ru.
У листопаді 2009 сайт Alawar.ru увійшов до трійки призерів у номінації «Вебсайт року» за результатами народного голосування Російської щорічної загальнонаціональної премії в області індустрії розваг і дозвілля Russian Entertainment Awards 2009.

### 2010—2011
У лютому 2010 року венчурний фонд Almaz Capital Partners придбав 23 % акцій Alawar Entertainment, до цього належали інвестиційному холдингу Фінам. Almaz Capital Partners і його підрозділ Almaz Capital Russia Fund I, відоме також як Almaz Capital / Cisco Russia Fund I, інвестує в перспективні технологічні компанії з Росії та країн СНД, допомагаючи їм успішно виходити на світовий ринок. У інвестиційне портфоліо фонду входять компанії Яndex, Parallels, Acumatica, nScaled, TravelMenu, Vyatta та інші.
"Наша спеціалізація — допомагати перспективним компаніям виходити на міжнародний ринок. У Alawar великий потенціал на міжнародному ринку казуальних ігор". Олександр Галицький, інтерв'ю ВД «Коммерсант».
Alawar починає випуск ігор для мобільних платформ і насамперед для iOS-пристроїв. У 2010 році вийшло близько 15-ти проектів для iPhone і iPad, а гра «Скарби Монтесуми» для iOS в США увійшла до Top-2 ігор для iPad і Top−20 для iPhone.
У 2011 році Alawar розвиває виробництво і фокусується на видавництві мультиплатформових ігор. Таким чином в компанії виходять ігри не тільки для персональних комп'ютерів, але і для Mac OSX, iOS ,Android, Windows 7 і консолі PSP Minis.
У 2011 році Alawar розпочинає проведення серії освітніх шкіл на базі Технопарку новосибірського Академмістечка «Академпарк», в рамках яких початківці розробники ігор можуть отримати всі необхідні знання для створення власної ігрової студії, отримати консультації від більш досвідчених розробників ігор.

### 2012— дотепер
З 2012 року паралельно з випуском ігор проектів з premium-моделлю монетизації Alawar запускає розробку кількох free-to-play проектів. Подальша діяльність компанії все більше буде пов'язана саме з цією моделлю монетизації ігор.
У лютому 2012 року Alawar потрапить до рейтингу Forbes Russia «30 російських інтернет-компаній» і займає там 24-те місце.
У 2012 році вийшла гра The Treasures of Montezuma Blitz для консолі PS Vita. Таким чином Alawar став першим стороннім видавцем, який випустив гру з безкоштовним розповсюдженням і мікротранзакцій для консолей Sony. У цьому ж році Alawar випускає launch-гру для Windows 8 і портують ігри для Chrome Web Store.
У травні 2012 року на Конференції Розробників Ігор у Москві гра «Скарби Монтесуми» завоювала нагороду найкращої казуальної гри, а Alawar був визнаний «Найкращою компанією-видавцем».
У січні 2013 року до складу ради директорів Alawar входить Сергій Орловський, генеральний директор Nival, професійний досвід якого має допомогти Alawar правильно адаптуватися до free-to-play — ринку, на якому вже працював Nival до того моменту. Незважаючи на те, що обидва видавця (Alawar і Nival) працюють на єдиному міжнародному ринку, конкуренції між ними немає, адже кожна з компаній зосереджена на різних аудиторіях: Alawar займається видавництвом та дистрибуцією невеликих і простих для розуміння казуальних ігор, тоді як Nival розробляє великі проекти, розраховані на хардкорних гравців. У 2012 і 2013 Alawar входить в список переможців рейтингу ТехУспех: у 2012 році увійшов до топ-31 , а в 2013 році — в топ-10 інноваційних компаній.

## Діяльність компанії
Розробка та видавництво ігор для персональних комп'ютерів і Mac. Компанія зайнялася розробкою ігор для ПК в 1999, коли видавала свої перші казуальні ігри.
Ігри для персональних комп'ютерів, які розробляє і видає Alawar, в більшості своїй відносяться до casual — жанрами: пошук предметів, тайм- менеджери, три в ряд, головоломки і т. д. Як видавець PC-ігор Alawar співпрацює з великою кількістю партнерів- дистриб'юторів ігор для персональних комп'ютерів, такими як BigFishGames, Oberon Media, Real, iWin та інші. Також Alawar співпрацює з вендорами, в рамках партнерства з якими ігри Alawar встановлювати на персональні комп'ютери і нетбуки в Росії.
Ігри Alawar доступні не тільки для ОС Windows, але і для ОС Mac OS X. У компанії більше 70 ігор для Mac, які представлені в Mac App Store і таким чином компанія Alawar володіє найбільшою колекцією додатків серед усіх видавців і розробників, які представлені в Mac App Store.
Найпопулярніші франшизи компанії, представлені на ПК: Скарби Монтесуми (англ. The Treasures of Montezuma), Весела ферма (англ. Farm Frenzy), Заблудшие душі (англ. Stray Souls), Будинок 1000 дверей (англ. The House of the 1000 Doors), Наталі Брукс (англ. Natalie Brooks), Магнат готелів (англ. Hotel Mogul) та інші.

### Розробка та видавництво ігор для мобільних платформ
Компанія випускає ігри для всіх популярних мобільних платформ: iPhone, iPad, Android-пристроїв, Windows Phone, а також має в колекції ігри для Samsung bada, J2ME і т. д.
З 2009 року компанія активно портируют свої PC-ігри на мобільні платформи, таким чином, колекція мобільних продуктів поповнюється за рахунок ігор казуальних жанрів. Але також з 2011 року компанія починає розробку мобільні проектів «з нуля». Портфель продуктів поповнюється іграми таких жанрів, як аркади і tower defense.
У 2012 році компанія випускає один із головних мобільних продуктів — free-to-play гру ShakeSpears!. Спочатку виходить у світ версія для Android, а потім і для iOS. Гра отримувала фічерінг в Apple App Store в Google Play. Після релізу в App Store гра увійшла в Топ-10 в App Store США і в Топ-5 в інших країнах. ShakeSpears! стала першою мобільною грою Alawar, в якій став доступний багатоплатформовий режим мультиплеєра. У 2013 році гра пройшла ліцензування NHN Corporation і в 2014 році очікується реліз гри в ігровому розділі сервісу обміну швидкими повідомленнями LINE.
З 2012 року компанія робить ставку на розробку free-to-play ігор і запускає розробку відразу кількох нових проектів, які на початок 2014 знаходяться на стадії бета-тесту: Монтесума Бліц (англ. Montezuma Blitz), Весела Ферма: Нові пригоди (англ. Farm Frenzy Inc), Таємниця острова дракона (англ. The Mystery of Dragon Isle), Данвіч. Місто дуелей (англ. Dunwitch Duels), Епічна сила (англ. Epic Forces).
У 2013 році компанія зайнялася оперированием на російському ринку free-to-play ігор від сторонніх видавців. Найбільшим подібним проектом стала співпраця з одним з найбільших корейських видавців Com2uS. Alawar локалізував, адаптував і займається ком'юніті-менеджментом відомого проекту Heroes War, який російською ринку отримав назву Банда. Королі вулиць. Гра вийшла в App Store і в Google Play.

### Розробка ігор для ігрових консолей
З 2010 року Alawar портируют свої відомі бренди на ігрові консолі Nintendo і Sony. На початок 2014 року у компанії опубліковано вісім ігор для Nintendo DS, дві гри для Nintendo DSi, вісім ігор для PSP, чотири гри для PlayStation 3, одна гра для PS Vita.
У 2012 році вийшла перша оригінальна гра Alawar для консолей — Treasures of Montezuma Blitz. Таким чином Alawar став першим стороннім видавцем, який випустив гру з безкоштовним розповсюдженням і мікротранзакцій для консолей Sony. У 2014 році планується реліз другий оригінальної гри для консолей Sony в рамках франшизи Treasures of Montezuma.
У 2014 році компанія запустила сайт, присвячений проектам для консолей Sony — playstation.alawar.com.

### Дистрибуція
Дистриб'юторську напрямок діяльності Alawar здійснюється через структурний підрозділ Alawar Digital. Alawar Digital має права на дистрибуцію більш ніж 1000 ігор від 100 різних розробників ігор, оперує власними онлайн-майданчиками на 10 мовах. Місячна активна аудиторія власних сайтів і сайтів партнерської програми становить на початок 2014 більше 16 млн користувачів. З 2004 року на майданчиках Alawar Digital і сайти — учасники партнерської програми було продано більше 1 млрд казуальних ігор.
C 2004 року Alawar розвиває власну партнерську програму з продажу казуальних ігор, в якій беруть участь найбільші сайти Рунета, такі як Mail.ru, Rambler.ru, Softkey.ru, Loveplanet.ru та інші. У 2009 році, завдяки введенню автоматичної реєстрації, кількість учасників партнерської програми Alawar зросла більш ніж у 10 разів. На початок 2014 року в партнерській програмі Alawar Digital зареєстровано більше 30 000 учасників.
Також Alawar Digital володіє сайтом Atarata, на якому надані тільки безкоштовні ігри з портфеля Alawar Digital.